# باول بيركنز
باول بيركنز (بالإنجليزية: Paul Perkins)‏ هو لاعب كرة قدم أمريكية أمريكي، ولد في 16 نوفمبر 1994 في ميسا في الولايات المتحدة.

## وصلات خارجية
- باول بيركنز على موقع مرجع كرة القدم المحترفة.كوم (الإنجليزية)